# Isotomurus balteatus
Isotomurus balteatus är en urinsektsart som först beskrevs av Reuter 1876.  Isotomurus balteatus ingår i släktet Isotomurus, och familjen Isotomidae. Arten är reproducerande i Sverige.